# Davisov pokal 1998
Davisov pokal 1998 je bil sedeminosemdeseti teniški turnir Davisov pokal.

## Izidi

### Svetovna skupina
| Sodelujoče reprezentance | Sodelujoče reprezentance | Sodelujoče reprezentance | Sodelujoče reprezentance |
| Avstralija               | Belgija                  | Brazilija                | Češka                    |
| Nemčija                  | Indija                   | Italija                  | Nizozemska               |
| Rusija                   | Slovaška                 | Južna Afrika             | Španija                  |
| Švedska                  | Švica                    | 30                       | Zimbabve                 |
| ------------------------ | ------------------------ | ------------------------ | ------------------------ |

|  | Prvi krog 3.-5. april                | Prvi krog 3.-5. april | Prvi krog 3.-5. april             |                              |         | Četrtfinale 17.-19. julij | Četrtfinale 17.-19. julij              | Četrtfinale 17.-19. julij |   |  | Polfinale 25.-27. september | Polfinale 25.-27. september     | Polfinale 25.-27. september |   |  | Finale 4.-6. december | Finale 4.-6. december | Finale 4.-6. december |
|  |                                      |                       |                                   |                              |         |                           |                                        |                           |   |  |                             |                                 |                             |   |  |                       |                       |                       |
|  | Bratislava, Slovaška (dvorana pesek) |                       |                                   |                              |         |                           |                                        |                           |   |  |                             |                                 |                             |   |  |                       |                       |                       |
|  |                                      | Švedska               | 3                                 |                              |         |                           |                                        |                           |   |  |                             |                                 |                             |   |  |                       |                       |                       |
|  |                                      | Švedska               | 3                                 | Hamburg, Nemčija (trda pod.) |         |                           |                                        |                           |   |  |                             |                                 |                             |   |  |                       |                       |                       |
|  |                                      | Slovaška              | 2                                 |                              |         |                           |                                        |                           |   |  |                             |                                 |                             |   |  |                       |                       |                       |
|  |                                      | Slovaška              | 2                                 |                              | Švedska | 3                         |                                        |                           |   |  |                             |                                 |                             |   |  |                       |                       |                       |
|  | Bremen, Nemčija (dvorana)            |                       |                                   |                              | Švedska | 3                         |                                        |                           |   |  |                             |                                 |                             |   |  |                       |                       |                       |
|  |                                      |                       | Nemčija                           | 2                            |         |                           |                                        |                           |   |  |                             |                                 |                             |   |  |                       |                       |                       |
|  |                                      | Nemčija               | Nemčija                           | 2                            | 5       |                           |                                        |                           |   |  |                             |                                 |                             |   |  |                       |                       |                       |
|  |                                      | Nemčija               |                                   |                              | 5       |                           | Stockholm, Švedska (dvorana)           |                           |   |  |                             |                                 |                             |   |  |                       |                       |                       |
|  |                                      | Južna Afrika          | 0                                 |                              |         |                           |                                        |                           |   |  |                             |                                 |                             |   |  |                       |                       |                       |
|  |                                      |                       |                                   |                              |         |                           |                                        | Švedska                   | 4 |  |                             |                                 |                             |   |  |                       |                       |                       |
|  | Porto Alegre, Brazilija (pesek)      |                       |                                   |                              |         |                           |                                        | Švedska                   | 4 |  |                             |                                 |                             |   |  |                       |                       |                       |
|  |                                      |                       | Španija                           | 1                            |         |                           |                                        |                           |   |  |                             |                                 |                             |   |  |                       |                       |                       |
|  |                                      | Španija               | Španija                           | 1                            | 3       |                           |                                        |                           |   |  |                             |                                 |                             |   |  |                       |                       |                       |
|  |                                      | Španija               | La Coruña, Španija (pesek)        |                              | 3       |                           |                                        |                           |   |  |                             |                                 |                             |   |  |                       |                       |                       |
|  |                                      | Brazilija             | 2                                 |                              |         |                           |                                        |                           |   |  |                             |                                 |                             |   |  |                       |                       |                       |
|  |                                      | Brazilija             | 2                                 |                              | Španija | 4                         |                                        |                           |   |  |                             |                                 |                             |   |  |                       |                       |                       |
|  | Zürich, Švica (dvorana)              |                       |                                   |                              | Španija | 4                         |                                        |                           |   |  |                             |                                 |                             |   |  |                       |                       |                       |
|  |                                      |                       | Švica                             | 1                            |         |                           |                                        |                           |   |  |                             |                                 |                             |   |  |                       |                       |                       |
|  |                                      | Češka                 | Švica                             | 1                            | 2       |                           |                                        |                           |   |  |                             |                                 |                             |   |  |                       |                       |                       |
|  |                                      | Češka                 |                                   |                              | 2       |                           |                                        |                           |   |  |                             | Milano, Italija (dvorana pesek) |                             |   |  |                       |                       |                       |
|  |                                      | Švica                 | 3                                 |                              |         |                           |                                        |                           |   |  |                             |                                 |                             |   |  |                       |                       |                       |
|  |                                      |                       |                                   |                              |         |                           |                                        |                           |   |  |                             |                                 | Švedska                     | 4 |  |                       |                       |                       |
|  | Genova, Italija (pesek)              |                       |                                   |                              |         |                           |                                        |                           |   |  |                             |                                 | Švedska                     | 4 |  |                       |                       |                       |
|  |                                      |                       | Italija                           | 1                            |         |                           |                                        |                           |   |  |                             |                                 |                             |   |  |                       |                       |                       |
|  |                                      | Indija                | Italija                           | 1                            | 1       |                           |                                        |                           |   |  |                             |                                 |                             |   |  |                       |                       |                       |
|  |                                      | Indija                | Prato, Italija (pesek)            |                              | 1       |                           |                                        |                           |   |  |                             |                                 |                             |   |  |                       |                       |                       |
|  |                                      | Italija               | 4                                 |                              |         |                           |                                        |                           |   |  |                             |                                 |                             |   |  |                       |                       |                       |
|  |                                      | Italija               | 4                                 |                              | Italija | 5                         |                                        |                           |   |  |                             |                                 |                             |   |  |                       |                       |                       |
|  | Mildura, Avstralija (trava)          |                       |                                   |                              | Italija | 5                         |                                        |                           |   |  |                             |                                 |                             |   |  |                       |                       |                       |
|  |                                      |                       | Zimbabve                          | 0                            |         |                           |                                        |                           |   |  |                             |                                 |                             |   |  |                       |                       |                       |
|  |                                      | Zimbabve              | Zimbabve                          | 0                            | 3       |                           |                                        |                           |   |  |                             |                                 |                             |   |  |                       |                       |                       |
|  |                                      | Zimbabve              |                                   |                              | 3       |                           | Milwaukee, WI, ZDA (dvorana trda pod.) |                           |   |  |                             |                                 |                             |   |  |                       |                       |                       |
|  |                                      | Avstralija            | 2                                 |                              |         |                           |                                        |                           |   |  |                             |                                 |                             |   |  |                       |                       |                       |
|  |                                      |                       |                                   |                              |         |                           |                                        | Italija                   | 4 |  |                             |                                 |                             |   |  |                       |                       |                       |
|  | Bruselj, Belgija (pesek)             |                       |                                   |                              |         |                           |                                        | Italija                   | 4 |  |                             |                                 |                             |   |  |                       |                       |                       |
|  |                                      |                       | ZDA                               | 1                            |         |                           |                                        |                           |   |  |                             |                                 |                             |   |  |                       |                       |                       |
|  |                                      | Belgija               | ZDA                               | 1                            | 3       |                           |                                        |                           |   |  |                             |                                 |                             |   |  |                       |                       |                       |
|  |                                      | Belgija               | Indianapolis, IN, ZDA (trda pod.) |                              | 3       |                           |                                        |                           |   |  |                             |                                 |                             |   |  |                       |                       |                       |
|  |                                      | Nizozemska            | 1                                 |                              |         |                           |                                        |                           |   |  |                             |                                 |                             |   |  |                       |                       |                       |
|  |                                      | Nizozemska            | 1                                 |                              | Belgija | 1                         |                                        |                           |   |  |                             |                                 |                             |   |  |                       |                       |                       |
|  | Atlanta, GA, ZDA (trda pod.)         |                       |                                   |                              | Belgija | 1                         |                                        |                           |   |  |                             |                                 |                             |   |  |                       |                       |                       |
|  |                                      |                       | ZDA                               | 4                            |         |                           |                                        |                           |   |  |                             |                                 |                             |   |  |                       |                       |                       |
|  |                                      | Rusija                | ZDA                               | 4                            | 2       |                           |                                        |                           |   |  |                             |                                 |                             |   |  |                       |                       |                       |
|  |                                      | Rusija                |                                   |                              | 2       |                           |                                        |                           |   |  |                             |                                 |                             |   |  |                       |                       |                       |
|  |                                      | ZDA                   | 3                                 |                              |         |                           |                                        |                           |   |  |                             |                                 |                             |   |  |                       |                       |                       |

#### Boj za obstanek
Datum: 25. september - 27. september
| Prizorišče                                 | Zmagovalec          | Rezultat | Poraženec    |
| ------------------------------------------ | ------------------- | -------- | ------------ |
| Townsville, Avstralija (dvorana trda pod.) | Avstralija          | 5-0      | Uzbekistan   |
| Florianópolis, Brazilija (pesek)           | Brazilija           | 3-0      | Romunija     |
| Praga, Češka (pesek)                       | Češka               | 5-0      | Južna Afrika |
| Ramat HaSharon, Izrael (trda pod.)         | Francija            | 4-1      | Izrael       |
| Nottingham, Anglija (trda pod.)            | Združeno kraljestvo | 3-2      | Indija       |
| Eindhoven, Nizozemska (dvorana)            | Nizozemska          | 5-0      | Ekvador      |
| Osaka, Japonska (trda pod.)                | Rusija              | 3-2      | Japonska     |
| Buenos Aires, Argentina (pesek)            | Slovaška            | 3-2      | Argentina    |

### Ameriški del

#### Skupina I
| Sodelujoče reprezentance | Sodelujoče reprezentance | Sodelujoče reprezentance | Sodelujoče reprezentance |
| Argentina                | Bahami                   | 20                       | Čile                     |
| Kolumbija                | Ekvador                  | Mehika                   |                          |
| ------------------------ | ------------------------ | ------------------------ | ------------------------ |

#### Skupina II
| Sodelujoče reprezentance | Sodelujoče reprezentance | Sodelujoče reprezentance | Sodelujoče reprezentance |
| Kuba                     | Gvatemala                | Haiti                    | Jamajka                  |
| Paragvaj                 | Peru                     | Urugvaj                  | Venezuela                |
| ------------------------ | ------------------------ | ------------------------ | ------------------------ |

#### Skupina III
| Sodelujoče reprezentance | Sodelujoče reprezentance | Sodelujoče reprezentance | Sodelujoče reprezentance |
| Antigva in Barbuda       | Bermudi                  | Bolivija                 | Kostarika                |
| Dominikanska republika   | Salvador                 | Panama                   | Portoriko                |
| ------------------------ | ------------------------ | ------------------------ | ------------------------ |

#### Skupina IV
| Sodelujoče reprezentance | Sodelujoče reprezentance | Sodelujoče reprezentance |                   |
| Barbados                 | Vzhodni Karibi           | Honduras                 | Nizozemski Antili |
| Sveta Lucija             | Trinidad in Tobago       | Ameriški Deviški otoki   |                   |
| ------------------------ | ------------------------ | ------------------------ | ----------------- |

### Azijski in Oceanijski del

#### Skupina I
| Sodelujoče reprezentance   | Sodelujoče reprezentance | Sodelujoče reprezentance | Sodelujoče reprezentance |
| Ljudska republika Kitajska | Indonezija               | Japonska                 | Libanon                  |
| Nova Zelandija             | Južna Koreja             | Uzbekistan               |                          |
| -------------------------- | ------------------------ | ------------------------ | ------------------------ |

#### Skupina II
| Sodelujoče reprezentance | Sodelujoče reprezentance | Sodelujoče reprezentance | Sodelujoče reprezentance |
| Tajvan                   | Hongkong                 | Iran                     | Pacifiška Oceanija       |
| Pakistan                 | Filipini                 | Katar                    | Tajska                   |
| ------------------------ | ------------------------ | ------------------------ | ------------------------ |

#### Skupina III
| Sodelujoče reprezentance | Sodelujoče reprezentance | Sodelujoče reprezentance | Sodelujoče reprezentance |
| Kazahstan                | Kuvajt                   | Malezija                 | Saudova Arabija          |
| Singapur                 | Šrilanka                 | Sirija                   | Tadžikistan              |
| ------------------------ | ------------------------ | ------------------------ | ------------------------ |

#### Skupina IV
| Sodelujoče reprezentance | Sodelujoče reprezentance | Sodelujoče reprezentance |      |
| Bahami                   | Bangladeš                | Brunej                   | Irak |
| Jordanija                | Oman                     | Združeni arabski emirati |      |
| ------------------------ | ------------------------ | ------------------------ | ---- |

### Evropski in Afriški del

#### Skupina I
| Sodelujoče reprezentance | Sodelujoče reprezentance | Sodelujoče reprezentance | Sodelujoče reprezentance |
| Avstrija                 | Hrvaška                  | Danska                   | Finska                   |
| Francija                 | Združeno kraljestvo      | Izrael                   | Norveška                 |
| Romunija                 | Ukrajina                 |                          |                          |
| ------------------------ | ------------------------ | ------------------------ | ------------------------ |

#### Skupina II
| Sodelujoče reprezentance | Sodelujoče reprezentance | Sodelujoče reprezentance | Sodelujoče reprezentance |
| Belorusija               | Bolgarija                | Slonokoščena obala       | Egipt                    |
| Gruzija                  | Madžarska                | Irska                    | Latvija                  |
| Luksemburg               | Monako                   | Maroko                   | Poljska                  |
| Portugalska              | Senegal                  | Slovenija                | Jugoslavija              |
| ------------------------ | ------------------------ | ------------------------ | ------------------------ |

#### Skupina III

##### Prizorišče A
| Sodelujoče reprezentance | Sodelujoče reprezentance | Sodelujoče reprezentance | Sodelujoče reprezentance |
| Bosna in Hercegovina     | Ciper                    | Estonija                 | Gana                     |
| Grčija                   | Kenija                   | Madagaskar               | Togo                     |
| ------------------------ | ------------------------ | ------------------------ | ------------------------ |

##### Prizorišče B
| Sodelujoče reprezentance | Sodelujoče reprezentance | Sodelujoče reprezentance | Sodelujoče reprezentance |
| Litva                    | Severna Makedonija       | Malta                    | Moldavija                |
| Nigerija                 | San Marino               | Tunizija                 | Turčija                  |
| ------------------------ | ------------------------ | ------------------------ | ------------------------ |

#### Skupina IV
| Sodelujoče reprezentance | Sodelujoče reprezentance | Sodelujoče reprezentance | Sodelujoče reprezentance | Sodelujoče reprezentance |
| Alžirija                 | Armenija                 | Azerbajdžan              | Benin                    | Bocvana                  |
| Kamerun                  | Džibuti                  | Etiopija                 | Islandija                | Lihtenštajn              |
| Sudan                    | Uganda                   | Zambija                  |                          |                          |
| ------------------------ | ------------------------ | ------------------------ | ------------------------ | ------------------------ |